# Бедрих Хрозни
Бедрих Хрозни (чеш. Bedřich Hrozný, 6. мај 1879, Лиса на Лаби, Аустроугарска, данас у срезу Нимбурк, Чешка — 18. децембар 1952, Праг), чешки археолог и лингвиста.

## Биографија
Био је професор на Универзитету у Бечу и археолог који је открио превод хетитског клинастог писма и древне оријенталне историје професор на Карловом универзитету у Прагу.
Радио је на хетитским текстовима краљевских архива откривених у Турској 1906, заузео је став да хетитски језик припада индо-европској породици. Поткрепио је ту тврдњу преводом неколико докумената укључујући хетитски законик. Године 1925. повео је чешку експедицију у Турској, где је деловао на ископавању града Канеша ископавши и велики број глинених таблица на асирском језику.

## Дела
- 1915. Језик Хетита (Sprache der Hethiter)
- 1919. Хетитски текстови на клинастом писму из Богазкоја (Hethitische Keilschrifttexte aus Boghazköi)

### Најзначајнији радови
- -{Zum Geldwesen der Babylonier, Beiträge zur Assyriologie IV, 1902.
- Sumerisch-babylonische Mythen von dem Gotte Ninrag (Ninib), Wien 1903.
- Das Getreide im alten Babylonien, Wien 1914.
- Die Sprache der Hethiter, ihr Bau und ihre Zugehörigkeit zum indogermanischen Sprachstamm, Leipzig 1916.
- Code hittite provenant de l´Asie Mineure (vers 1350 av. J.-C.), Paris 1922.
- Les inscriptions hittites hiéroglyphiques, essai de déchiffrement, Praha 1933.
- Nejstarší dějiny Přední Asie, Indie a Kréty, 4. vyd., Praha, Melantrich 1949.}-